# Oberamt Germersheim

Kurpfälzische Oberämter,
6 = Oberamt Germersheim

Das Oberamt Germersheim war einer von 19 kurpfälzischen Verwaltungs- und Gerichtsbezirken in der Vorderpfalz. Es bestand bis zum Ende des 18. Jahrhunderts.

## Geographie
Folgende Verwaltungsbezirke gehörten dem Oberamt an:
1. Stadt und Fauthei Germersheim:
Germersheim, Bellheim, Knittelsheim, Ottersheim, Zeiskam, Weingarten, Böbingen, Kleinfischlingen, Frankweiler, Sondernheim, Hördt
2. Propstei Hördt:
Kuhardt, Leimersheim, Neupfotz
3. Amt Billigheim:
Billigheim, Erlenbach, Steinweiler, Klingen, Impflingen, Rohrbach
4. Kellerei Birkenhördt:
Birkenhördt, Böllenborn-Reisdorf
5. Stift Klingenmünster und Kellerei Pleisweiler:
Knöringen, Blankenborn, Pleisweiler-Oberhofen
6. Unteramt Landeck:
Klingenmünster, Gleiszellen-Gleishorbach, Gossersweiler Thal (Silz, Stein, Gossersweiler, Schwanheim, Lug, Völkersweiler), Appenhofen, Heuchelheim, Göcklingen, Mörzheim, Wollmesheim, Insheim, Offenbach, Bornheim, Oberhochstadt, Schwegenheim, Lingenfeld
7. Siebeldinger Thal:
Godramstein, Birkweiler, Siebeldingen, Gleisweiler
8. Pflege und Kloster Eußerthal:
Eußerthal nebst Lauberhof, Amönenhof und Gutenbrunn bei Trippstadt, Gräfenhausen, Mörlheim, Mechtersheim